# 里布揚采韋
49°28′39″N 39°1′27″E / 49.47750°N 39.02417°E
里布揚采韋（羅馬化：Rybiantseve）是位於烏克蘭東部的村莊，由盧甘斯克州舊比利斯克區的新普斯科夫市鎮負責管轄。該村始建於1906年，面積8.19平方公里，海拔高度66米，2001年人口1,306，人口密度每平方公里159.5人。